# فرودگاه ال تاری
فرودگاه ال تاری (به انگلیسی: El Tari Airport) یک فرودگاه همگانی و نظامی با کد یاتا KOE است که یک باند فرود آسفالت دارد و طول باند آن ۲۵۰۰ متر است. این فرودگاه در شهر کوپانگ کشور اندونزی قرار دارد و در ارتفاع ۱۰۲ متری از سطح دریا واقع شده‌است.